# Abel Kiprop Mutai
Abel Kiprop Mutai (Kenia, 2 de octubre de 1988), conocido como Abel Mutai, es un atleta keniano, especializado en la prueba de 3000 m obstáculos en la que llegó a ser  tercer clasificado en 2012.

## Carrera deportiva
En los JJ. OO. de Londres 2012 ganó la medalla de bronce en los 3000 m obstáculos, con un tiempo de 8:19.73 segundos, llegando a meta tras su compatriota Ezekiel Kemboi y el francés Mahiedine Benabbad.